# Lie (Dream Theater)
Lie è un singolo del gruppo musicale statunitense Dream Theater, pubblicato nel 1994 come primo estratto dal terzo album in studio Awake.

## Descrizione
Lie era stato inizialmente scritto come parte integrante di The Mirror. Tuttavia il cantante James LaBrie ha ritenuto che fosse un brano abbastanza potente da poterlo essere a sé stante:

## Video musicale
Il video, diretto da Ralph Ziman, è stato filmato a New York presso il Ponte di Brooklyn, l'Holland Tunnel e a Tribeca. In esso vengono mostrati i membri del gruppo eseguire il brano ad eccezione del tastierista Kevin Moore, non presente nel video in quanto aveva abbandonato la formazione poco prima.

## Tracce
CD singolo (Regno Unito)
1. Lie (Edit) – 5:00 (testo: Kevin Moore – musica: Dream Theater)
2. Space-Dye Vest – 7:29 (Kevin Moore)
3. To Live Forever – 4:54 (testo: John Petrucci, Kevin Moore[3] – musica: Dream Theater)
4. Another Day (Live) – 4:43 (testo: John Petrucci – musica: Dream Theater)

12" (Regno Unito)
- Lato A

1. Lie – 5:00 (testo: Kevin Moore – musica: Dream Theater)
2. Space-Dye Vest – 7:29 (Kevin Moore)

- Lato B

1. Take the Time (Demo) – 7:58 (Dream Theater)

CD promozionale (Stati Uniti)
1. Lie – 5:02 (testo: Kevin Moore – musica: Dream Theater)

## Formazione
- James LaBrie – voce
- John Petrucci – chitarra
- John Myung – basso
- Kevin Moore – tastiera
- Mike Portnoy – batteria, percussioni

## Classifiche
| Classifica (1994)             | Posizione massima |
| ----------------------------- | ----------------- |
| Stati Uniti (mainstream rock) | 38                |